# Föhnsturm und Starkregen im Alpenraum im November 2014
In den ersten drei Wochen des Novembers 2014 suchte eine Serie von Tiefs mit Föhnsturm und Starkregen den Alpenraum und Italien heim. Es kam zu schweren Schäden und mehreren Todesopfern. Die Schäden werden alleine in Italien in Milliardenhöhe geschätzt.

## Meteorologie

### Entstehung und Wetterlagen
Die Serie von Wetterereignissen wurde von sechs Tiefdruckgebieten ausgelöst, einem Tief über den Britischen Inseln, Pia, einem in Folge entstandenen Italientief Qendresa, einem weiteren Atlantiktief Roswitha, einem in derselben Art entstandenen, namenlos gebliebenen Italientief und einem folgenden Atlantiktief Stephanie/Thea mit zwei ebenfalls namenlosen Teil- und Folgetiefs über den Alpen. Zwischen den Atlantiktiefs stellten sich jeweils weiträumige Einbrüche polarer Kaltluft über dem Atlantik und kräftiger Scirocco über dem Mittelmeer ein.

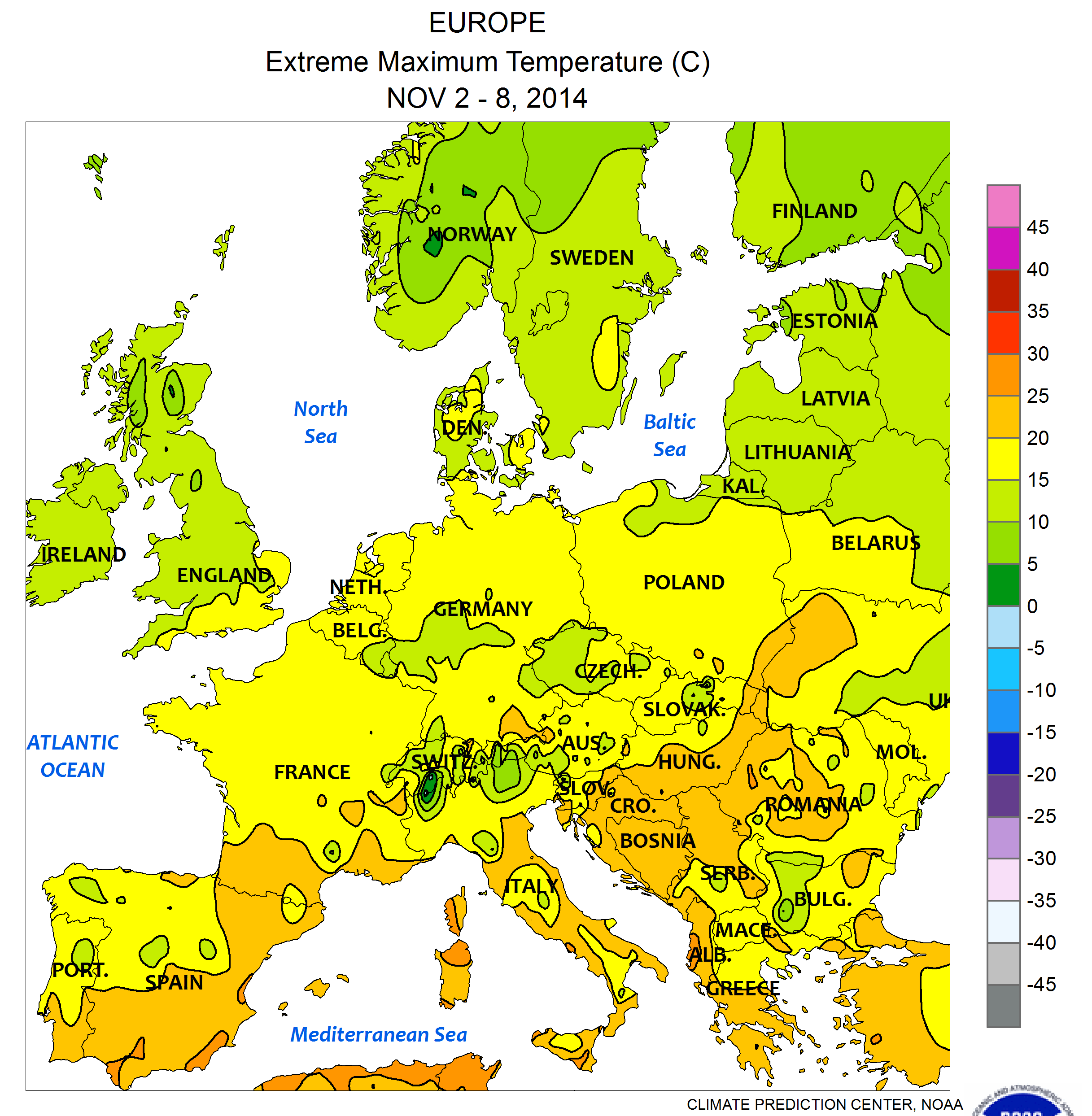
Höchste gemessene Temperatur 2.–8. Nov.: An die 25 °C nördlich der Alpen und an die 30 °C in Albanien und Siebenbürgen; das Hochgebirge zeichnet sich wegen der Föhnschneisen nicht als Temperaturzone ab
(grobe Daten, NOAA-NWS)

Pia bildete sich schon am 28. Oktober über dem mittleren Nordatlantik als Auspfropfung eines Grönlandtiefs und zog Richtung britische Inseln.
Über Osteuropa und dann über dem Schwarzen Meer lag ein mächtiger Hochdruckkomplex Pitter/Quinn, was zu einer gewissen Blockadesituation führte. Pia zerfiel erst am 5. November über der Nordsee in einen Höhentiefkern.
Dadurch stellte sich über dem Festland an der Vorderseite des Tiefs eine mächtige Störungszone ein, die zeitweise als Wolkenband von Nordafrika bis Nordskandinavien und in das Weiße Meer reichte.
Dort regnete es intensiver.
Die Druckdifferenzen zwischen den beiden Alpenseiten erreichten etwa 12 hPa.
In Folge kam es vor dem Frontsystem in den Alpen am 3., 4. und 5. November (Montag bis Mittwoch) zu einem extremen Föhnorkan.
Dieser erreichte auf dem La Masse (2766 m) in den französischen Alpen, am Titlis (3020 m ü. M.), in Gütsch ob Andermatt (2287 m ü. M.) und am Piz Martegnas (2670 m ü. M.) in der Schweiz wie auch auf dem Tiroler Patscherkofel (2245 m ü. A.) Spitzen über 180 km/h, selbst Tallagen verzeichneten 130 km/h, das Voralpenland noch 100 km/h. Die Nachttemperaturen blieben beispielsweise in Saint-Maurice VS und Altenrhein SG nur knapp unter 20 °C, also einer Tropennacht.
An der Rückseite des Tiefs drangen über die Iberische Halbinsel feuchtkühle Luftmassen südwärts, mit Hagel in der Extremadura und Regen in Marokko. Parallel entstand durch die Störung an den Südalpen ein Tief, Qendresa benannt, das über das Ligurische Meer zog. Die klassische frühe V-Wetterlage (Tief südlich der Alpen) brachte ab 4. große Regenmengen nach Mittel- und Norditalien, in die Meeralpen und die Alpensüdseite, mit Niederschlagssummen bis 450 Liter pro Quadratmeter in 48 Stunden.

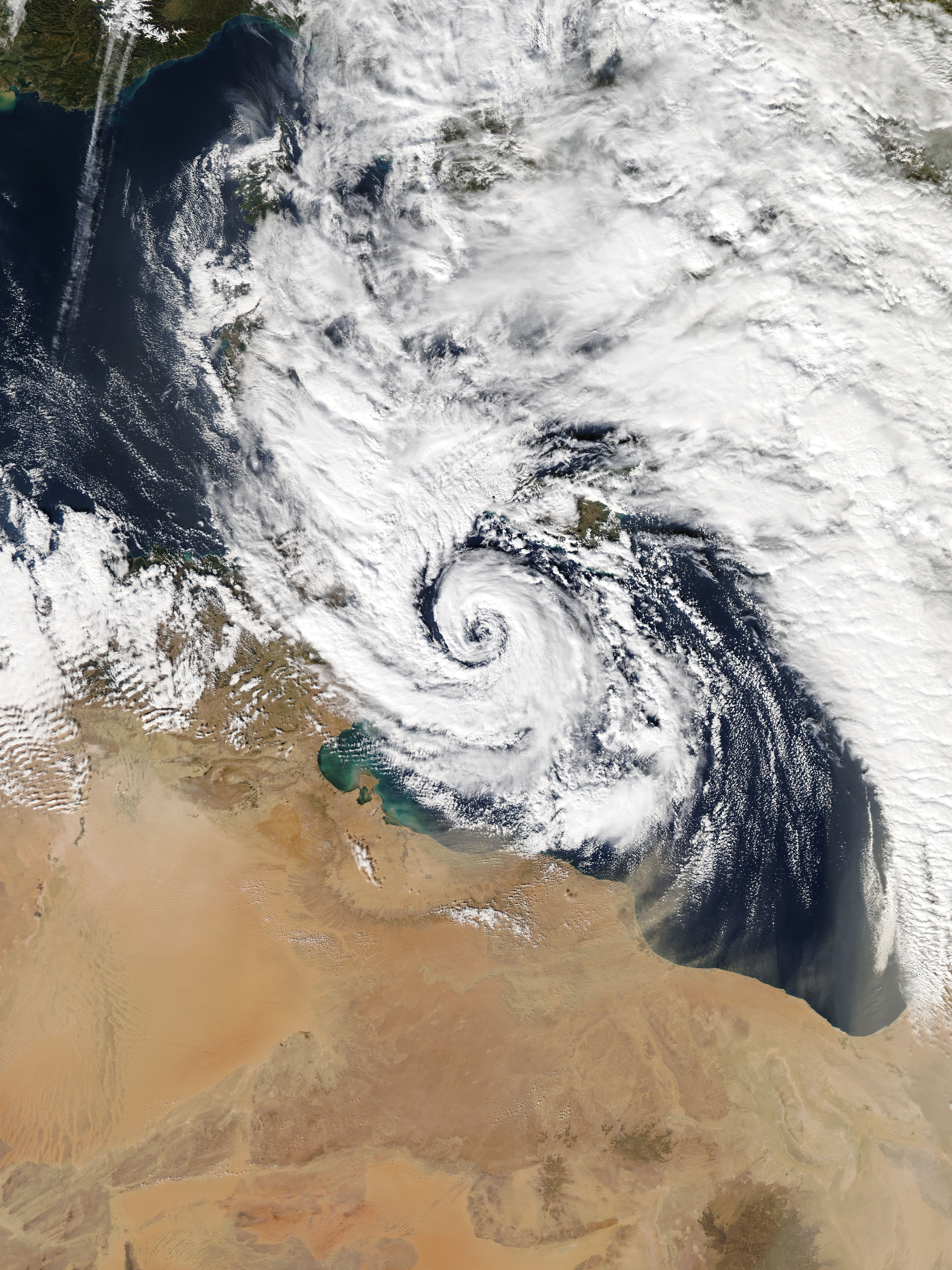
Tief Qendresa (I) am 7. November 2014 um 12:10 Uhr (NASA/GSFC) mit Medicane-Tendenzen

Das Folgetief Roswitha bei Island ließ den Föhn am 6. November vorübergehend zusammenbrechen, mit heftigem Schneefall am Alpenhauptkamm und bis in Tallagen.
Qendresa bildete zeitweise eine Vb-ähnliche Charakteristik mit einem Nebenkern über dem Baltikum aus (Qendresa II), ein südlich Sizilien gelagerter Folgekern (Qendresa I) kurzfristig sogar Hurrikan-artige Strukturen (Medicane).
Damit verlagerten sich Sturm und Niederschlag zunehmend auch nach Süditalien bis Malta.  Auf Sizilien erreichten die Böen 140 km/h, es traten Tornados auf. Über der Adria blies heftiger Jugo, mit Temperaturen bis 25 °C (Senju, Kroatien) und Böen über 110 km/h (Vis). Die beiden Qendresa-Kerne zerfielen über Griechenland (Vd-Tief nach Bebber) und Nordrussland. An der Ägäis intensivierte sich das alte Mittelmeertief noch einmal, es kam auch dort am 9. November zu heftigem Niederschlag.
Um den Sonntag, den 9. November, stellte sich weitgehend dieselbe Wetterlage ein wie fünf Tage zuvor:
Roswitha alterte über Nordsee und Skandinavien, am Atlantik rückte Tief Stephanie vor, Kaltluft drang dazwischen bis über Gibraltar hinaus vor, ein mächtiges Osteuropahoch erzeugte eine Blockadesituation, und über Südfrankreich bildete sich am Südalpenrand neuerlich ein Tief in der auftreffenden Kaltfront. Über den Alpen setzte wieder Föhn ein, mit Temperaturen nördlich der Alpen an die 20 °C, blieb aber in den Geschwindigkeiten moderater, die Südstürme verlagerten sich diesmal an der oberen Adria. Im Raum Südalpen–Meeralpen–Italien kam es zu einem neuerlichen Hochwasserereignis, das noch intensiver war als zuvor. Im Centovalli (Station Camedo) wurden wieder 400 mm/48 h gemessen.
Das Mittelmeertief verlagerte sich dann wiederum in die Straße von Sizilien.
Auch vom mächtigen Tief Stephanie, am 6. bei Neufundland entstanden und noch über den zentralen Atlantik, lief eine Kaltfront an die Alpen, erzeugte erneut Nordföhn und ein Mittelmeertief an den Meeralpen, Stephanie II benannt. Dieses vereinigte sich mit dem vorherigen Italientief und zeigte wieder kurz Vb-Charakteristik über den Ostalpen, die aber ohne sonderliche Auswirkung blieb. Abermals gab es Tornados, und zwar drei in Apulien, die teils die Kategorie F2 der Fujita-Skala (180 km/h) erreichten. Die Adria meldete Sturm bis 100 km/h, der Regen am Balkan konzentrierte sich in Dalmatien. Dieses Tief/Höhentief-System zog wieder über Griechenland ab.
Am 14. November bildete die zweite Kaltfront des weithin ortsfest nordwestlich von Irland stehenden Tiefs Stephanie – das blockierende Russlandoch Robin hatte sich bis Nordskandinavien aufgedehnt – ein viertes Tief über Südfrankreich aus (ebenfalls unbenannt geblieben), das ein drittes klassisches Föhn-Südstau-Ereignis verursachte. So erreichten am 15. die Temperaturen in Vaduz um 3 Uhr in der Nacht über +19 °C und der Wind wieder bis über 90 km/h im Tal (Spitze 123 km/h Gütsch ob Andermatt) Wieder waren dieselben Gebiete wie in den Vortagen von intensiven Starkregen betroffen, mit 215 mm/24 h in Génolhac (Cevennen), bis 200 mm/24 h in Port Grimaud (Var) und über 170 mm in nur wenigen Stunden am Rio Basco bei Genua und in 48 h im Südtessin.
Das treibende Tief Stephanie, zu der Zeit schon 10 Tage alt, zerfiel in mehrere Kerne, von denen einer sich neu formierte (und fortan Thea genannt wurde), bald aber wieder über Nordfrankreich zerfiel. Anders als bei den vorangegangenen Ereignissen blieb das Südfrankreichtief über dem Zentralalpenraum hängen und verlor sich dann im Sog Theas. Dieses Tief verlor sich um den 21. des Monats über dem Schwarzen Meer.
Am 16./17. bildete sich wiederum ein (unbenanntes) Tief über Südfrankreich, das vergleichsweise rasch über Ligurien hinweg die Alpen überquerte und sich am 19. November über Tschechien verlor. Dieses Tief hatte weiteren lokal intensiven Niederschlag auch an der Balkanseite der oberen Adria zur Folge.

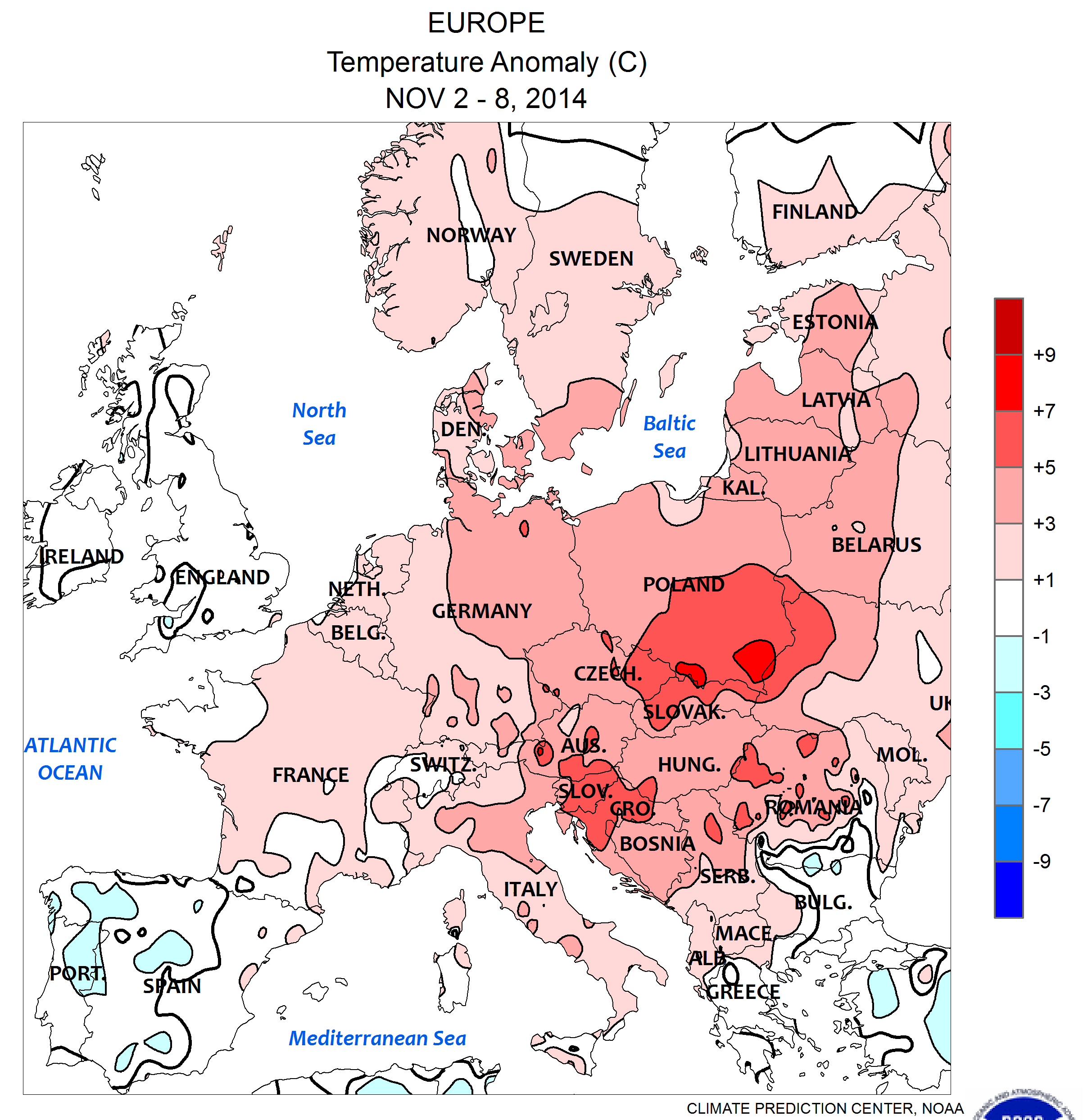
Temperaturabweichung 2.–8. (vom langjährigen Mittel dieser Tage): Die Föhngebiete im Nördlichen Alpenvorland und an den Dinariden, und das viel zu warme Osteuropa durch den verschleppten Scirocco
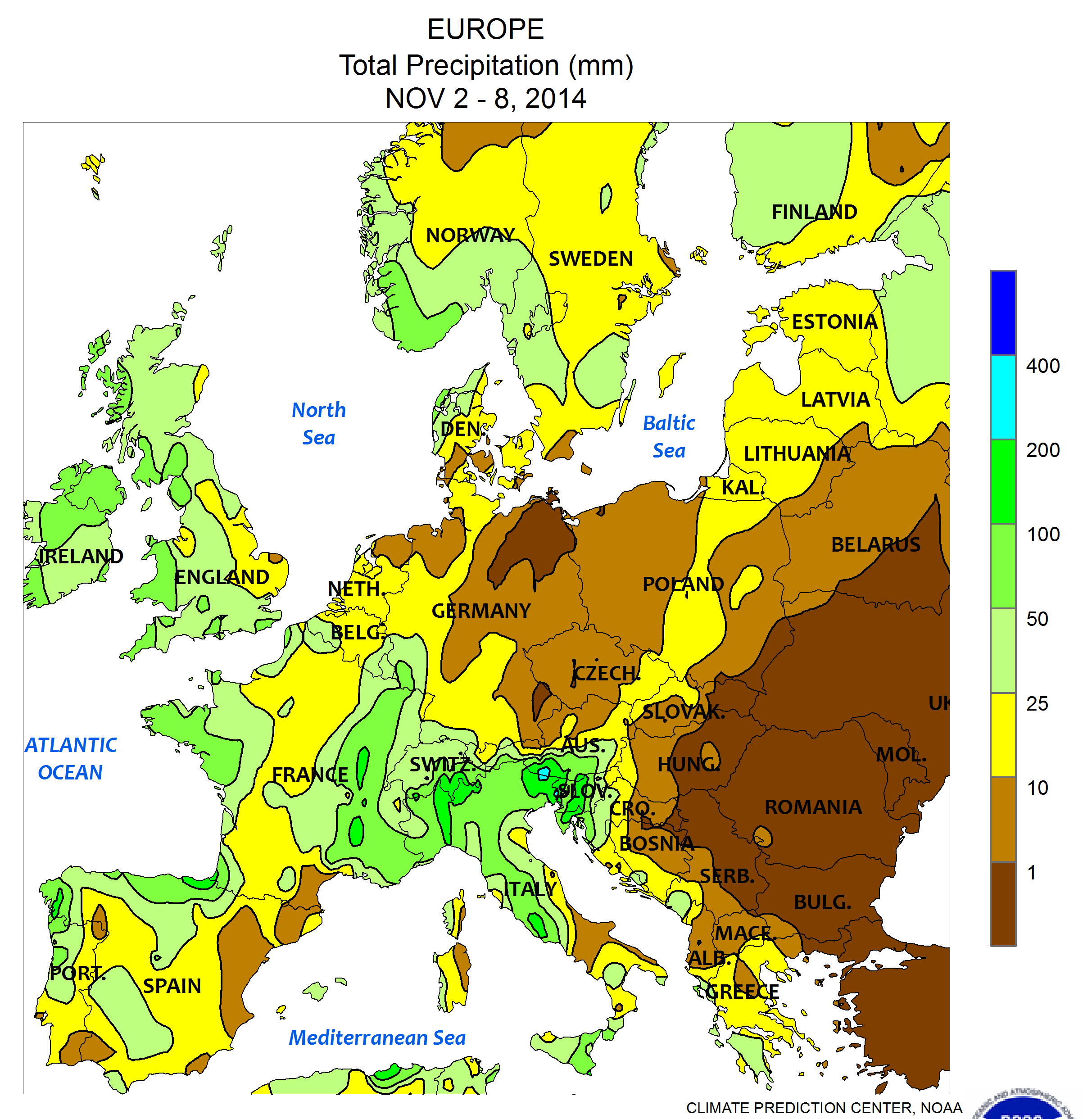
Niederschlagssummen 2.–8.: Erkennbar die Extremereignisse an der Kärntnerisch-Furlanischen Grenze und am unteren Isonzo (über 400 mm), die Stauzonen im Rhone-Gebiet und Raum Genua–Lombardei–Tessin und in Slowenien, sowie im Latium und Sizilien mit je über 200 mm
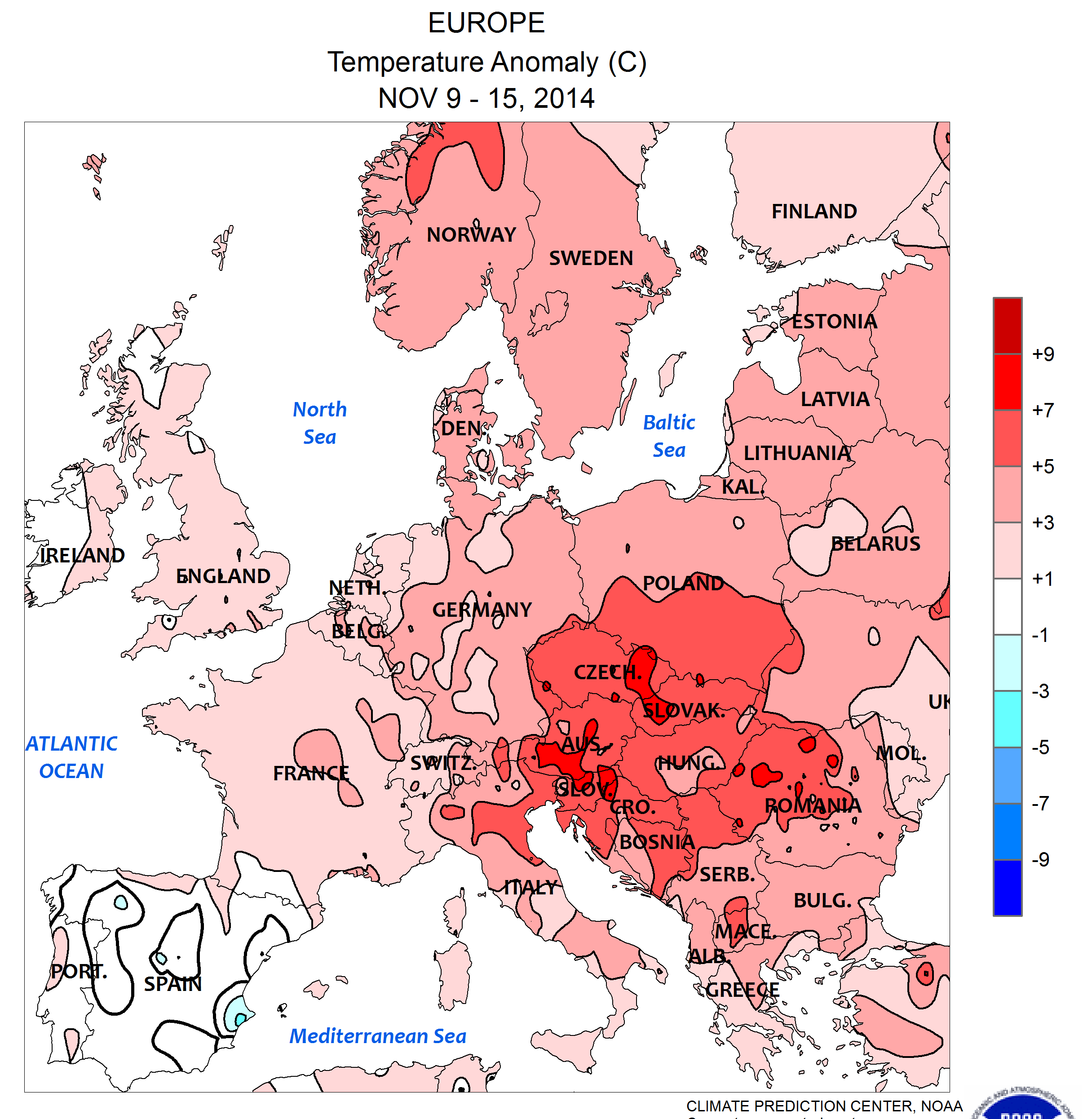
Temperaturabweichung 9.–15.: Verstärkung des Warmlufteintrags auf den Balkan an der Vorderseite der Italientiefs
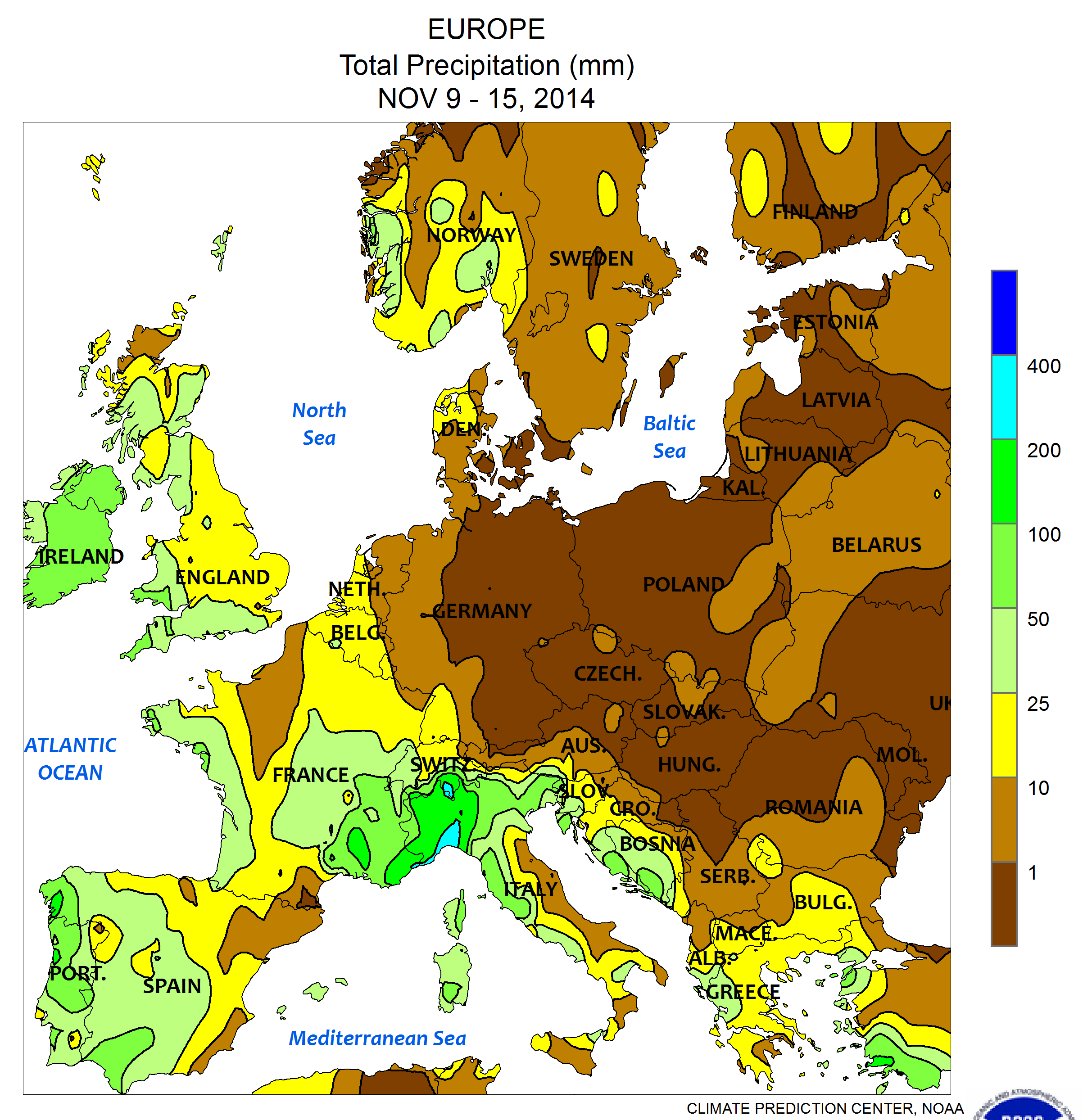
Niederschlagssummen 9.–15.: Extremereignisse wieder in Ligurien und dem Tessin (über 400 mm/Woche), von der Côte d’Azur bis in die Schweizer Alpensüdseite und an den Cevennen je über 200 mm;  kein Niederschlag im Lee der Alpen und Dinariden

(alle grobe Daten, NOAA-NWS)

### Klimatische Zusammenhänge
Eine ähnliche Situation mit Südföhn und Starkregen südlich der Alpen hatte es schon Mitte des Vormonats gegeben (Tief Dagmar, Rekordtemperaturen nördlich der Alpen um den 9. Oktober, schwere Fluten in Südfrankreich, Mittel- und Norditalien, im Tessin, in Slowenien).
Die mächtigen südwestlichen Höhenströmungen um Ende Oktober mit weiterhin abnormer Wärme in Mitteleuropa waren mit schweren Fluten in Norwegen verbunden.
Nach zwischenzeitlicher Stabilisierung kam es ab 24. November mit dem Mittelmeertief Medea (Xandra) zu einem über zwei Wochen andauernden weiteren Ereignis mit abermals großen Regenmengen von Südfrankreich bis Griechenland, mit einem Eisregen von Böhmen bis Ungarn, und 8 weiteren Todesopfern.

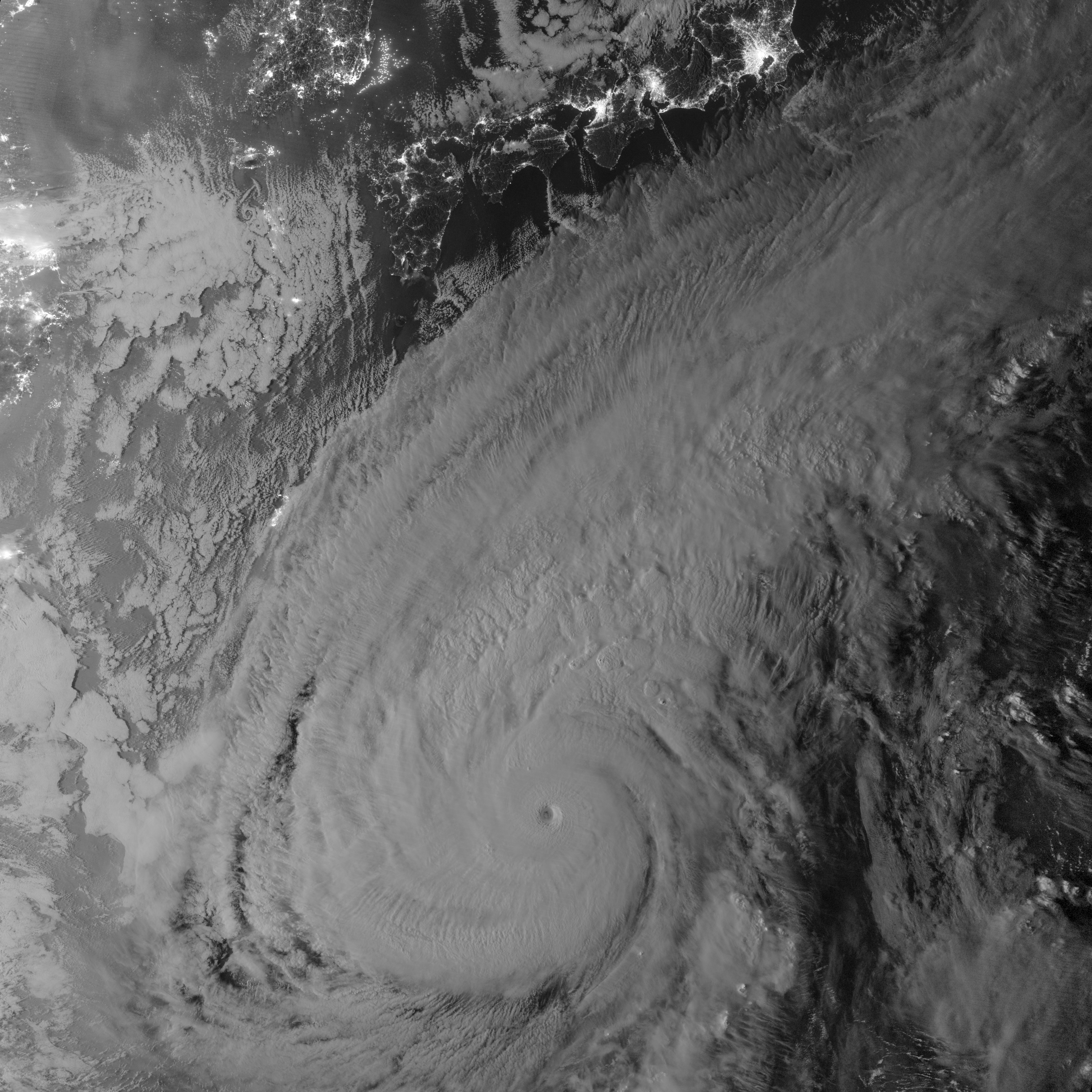
Nuri am Übergang zur extratropischen Phase, 4. Nov.

Kälte in Nordamerika, 17. Nov.

Grund für diese Wetterereignisse ist, dass der Jet Stream gerade stark oszilliert. Nordatlantische Oszillation (NAO) wie auch Arktische Oszillation (AO) zeigen große Schwankungsbreite. Beim Novemberereignis zog der Jetstream, der regulärer Weise ostwärts weht, über Mitteleuropa beinahe in Süd-Nord-Richtung durch. Dadurch bricht die Westwinddrift weitgehend ab, und die Wettersituationen bleiben auch dann ortsfest, wenn die Aktionszentren wechseln.
Die beiden Großwetterlagen um den 4./5. und 9./10. waren sich meteorologisch so ähnlich, dass MeteoSwiss von „copy-paste“-Wetter sprach.
Diese großklimatische Lage ist in den letzten Jahren mehrmals eingetreten, wobei sich dann auf der ganzen Nordhalbkugel Extremereignisse häufen, indem sich Niederschlag und Trockenheit respektive Wärme- und Kälteanomalien regional konzentrieren.
So fand zeitgleich in Nordamerika einer der stärksten frühen Wintereinbrüche der Messgeschichte statt (−33 °C in Casper, Rocky Mountains; 0°-Grenze an den Golf von Mexiko in Texas und in Louisiana; über 1 m Schnee an den Großen Seen). Parallel herrschte am Nordpazifik genauso Südströmung wie in Europa, mit abnormen +2 °C in Alaska.  Dieses Ereignis dauerte vom 8. bis zum 23. des Monats.
Über Sibirien lag der zweite Kaltluftkörper fest, hier war es mit Temperaturen bis −20 °C etwa am Ob und Gebieten Zentralasiens und −40 °C in Nordsibirien weitaus zu kalt für die Jahreszeit.
Über dem Pazifik lag zu der Zeit der Taifun Nuri vor Ostasien, der zweitstärkste des Jahres, der in seiner Spätphase auch Bering Sea Bomb Cyclone genannt wurde, weil er durch eine sich explosiv entwickelnde enorme Hochdruckanomalie über der Beringsee geprägt war. Er führte in seiner Spätphase die Kaltluft nach Nordamerika.

### Abschätzung der Jährlichkeit
Während nördlich der Alpen – trotz des insgesamt völlig verregneten Sommers – ein relativ trockenes Jahr herrschte, wurden südlich der Alpen teils noch nie verzeichnete Regenmengen gemessen.
Am Plöckenpass wurde mit 430 l/m² von Dienstag, 4. bis Donnerstag, den 6. früh und knapp 500 l/m² bis Freitag, 7. November früh ein etwa 60–80-jährliches Extremereignis verzeichnet.
In Camedo im Tessin kam in 15 Tagen vom 2. bis zum 16. November eine Niederschlagssumme von 1045 mm zusammen, knapp weniger als der Rekordwert November 2002 (1122 mm/15 d, Messungen seit 1961, in dieser Zeit der dritthöchste Wert), in Lugano etwas südlicher in derselben Zeit mit 515 mm deutlich weniger, aber in der 151-jährigen Messreihe das ebenfalls drittstärkste Ereignis (Oktober/November 1928 547 mm, Oktober/November 1896 543 mm, November 2002 505 mm). Damit bewegt sich der Regen auch hier in der Gegend eines 50-jährigen Ereignisses.

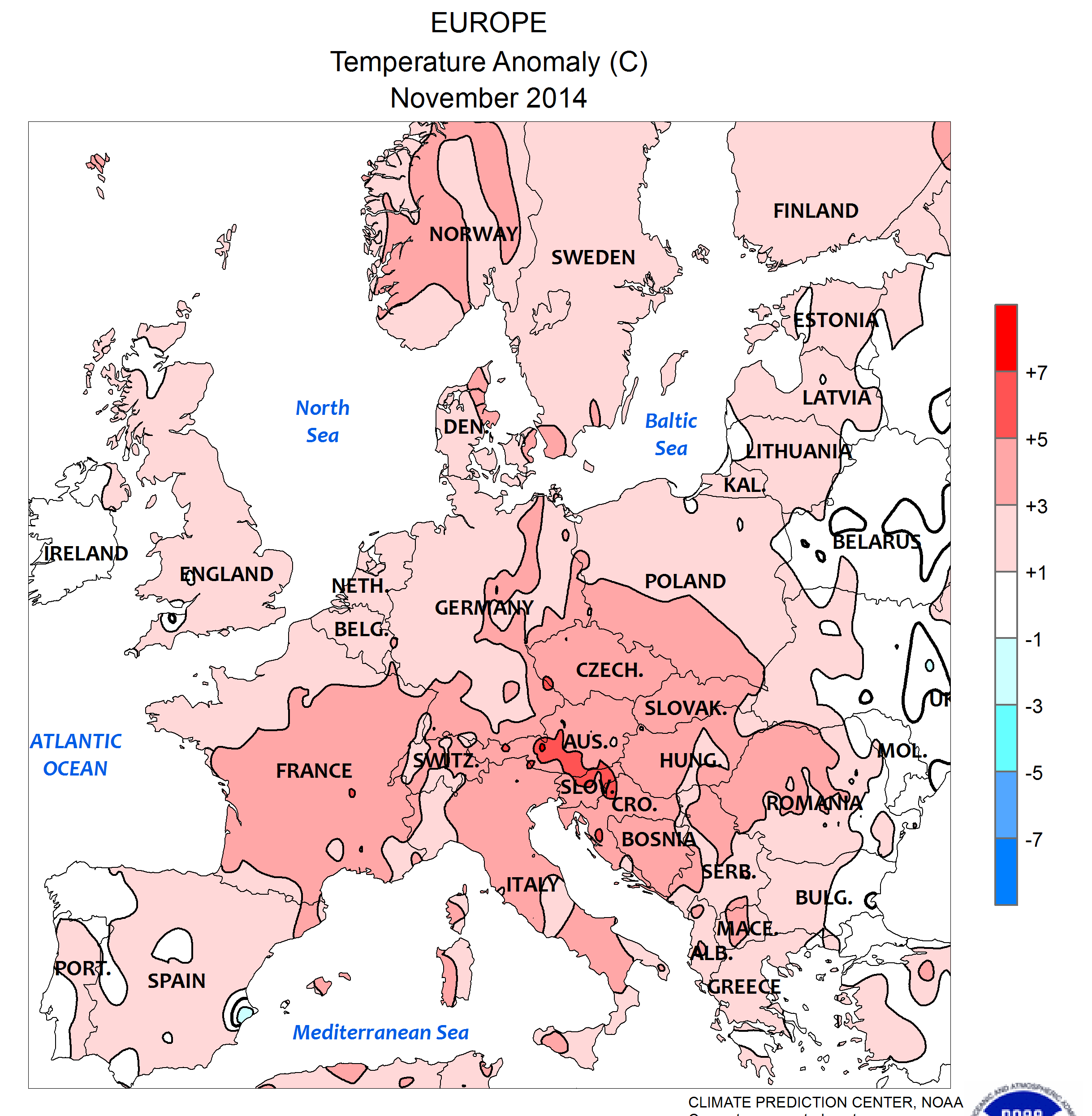
Temperaturanomalie November 2014
(grobe Daten, NOAA-NWS)

Kennzeichnend ist die abnorm hohe Temperatur, die den Mittelmeertiefs ihre Energie gab. Der Gesamtmonat war in den Ostalpen der wärmste November seit Beginn der geschlossenen Messreihe 1767 (wie auch der gesamte Herbst), er lag 3,8 °C über dem langjährigen Mittel (1981–2010, der Herbst +2,2 °C) und übertraf damit den November 1926 (+3,4 °C zu Mittel 1981–2010). Teile Österreichs blieben erstmals in der über 250-jährigen Messgeschichte ohne Frost im Herbst, und das setzte sich – trotz des Eisregens in Ostösterreich – in den Föhntälern Westösterreichs fort, so meldete Innsbruck (Wetterstation Innsbruck-Universität) erst am 10. Dezember den ersten Frosttag (Temperatur unter 0 °C, Mittelwert: 23. Oktober).
In Frankreich war der Herbst der zweitwärmste seit Beginn des 20. Jahrhunderts (nach 2006; +2,3 °C ZU 1981–2010), dort maß Barnas (Ardèche) 1826 mm in 3 Monaten.
Besonders charakteristisch für das Föhn-Stauregen-Ereignis ist die am Alpenhauptkamm scharf getrennte Zone von bis zu dem 2½-fachen eines Normalniederschlags südlich (Kötschach-Mauthen, Kärnten, 714 m: 619 mm Monatssumme) und bis zu nur 1⁄7  nördlich.
Insgesamt gehört das Jahr an der Alpensüdseite zu den regenreichsten der Geschichte.
In manchen Gebieten Friaul-Julisch Venetiens kumulierte sich der Niederschlag seit Januar auf 5000 mm, das sind Mengen, wie sie etwa für Monsungebiete am Himalaya oder die Tropen typisch sind. In Slowenien erreichen die Jahressumme schon jetzt Werte, die zuletzt 1965 für das ganze Jahr gemessen wurden (Bovec 3700 mm; Bilje/Nova Gorica 2100 mm, 1965 insg. 2300 mm; Portorož mit 1400 mm vermutlich schon eine noch nie gemessene Regenmenge).

## Folgen

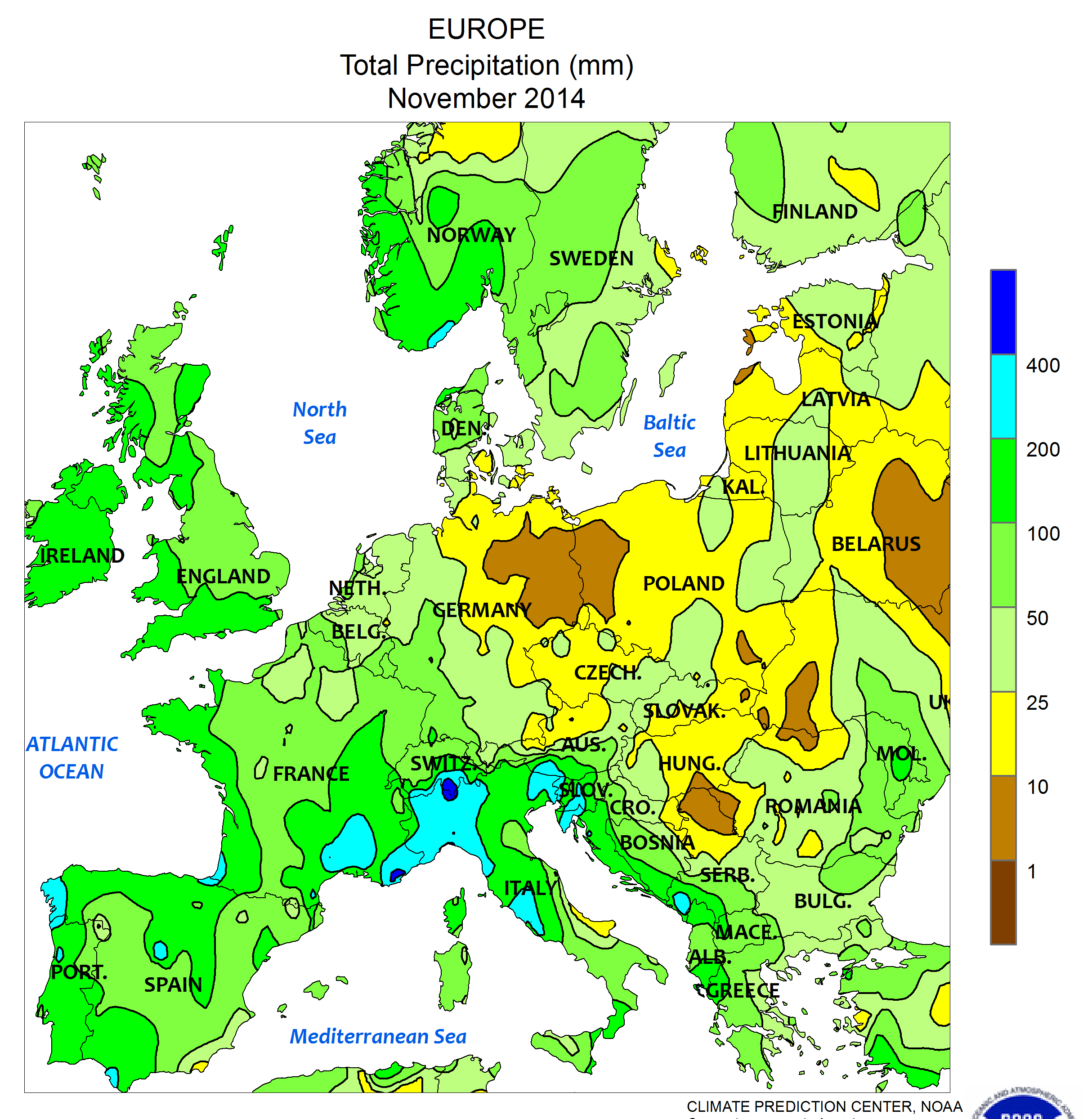
Gesamt-Niederschlag November 2014: mit den Hauptschadgebieten Raum Vallée du Rhône, Côte d’Azur / östliches Oberitalien / Schweizer Alpensüdseite, westliches Mittelitalien, Friaul/Oberkärnten und Pfortenland von Postojna/Kvarner-Bucht
(grobe Daten, NOAA-NWS)

Erste Schätzungen der Schadenshöhe belaufen sich für Italien in Milliardenhöhe.
Insgesamt forderte die Unwetterserie wohl 19 Menschenleben, davon acht in Italien, sechs in Frankreich, vier in der Schweiz und eines in Österreich.

### Schweiz
In der Schweiz kam es wegen des Föhnsturms am 4. November zu etlichen Sperrungen von Bahnstrecken, Arosa war komplett abgeschnitten. Am Zürichsee wurde mit 107 km/h die stärkste Föhnböe seit Beginn der Messungen 1981 verzeichnet.
Die folgenden Stauniederschläge konzentrierten sich um das Centovalli (Camedo 257 l/m² in 24 h ab dem 4. November), am südlichen Alpenhauptkamm fielen bis zu 150 cm Neuschnee, der Verkehr kam auf den Alpentransitstrecken teilweise zum Erliegen. Bei Curio nahe Lugano riss eine Mure ein Wohnhaus mit, es starb eine Mutter mit Kind.
Beim zweiten Ereignis konzentrierten sich die Niederschläge abermals auf das Centovalli (Camedo an die 400 l/m² in 24 h bis zum 11. November), mit Warnstufe 5 am Lago Maggiore und 4 am Lago di Lugano.

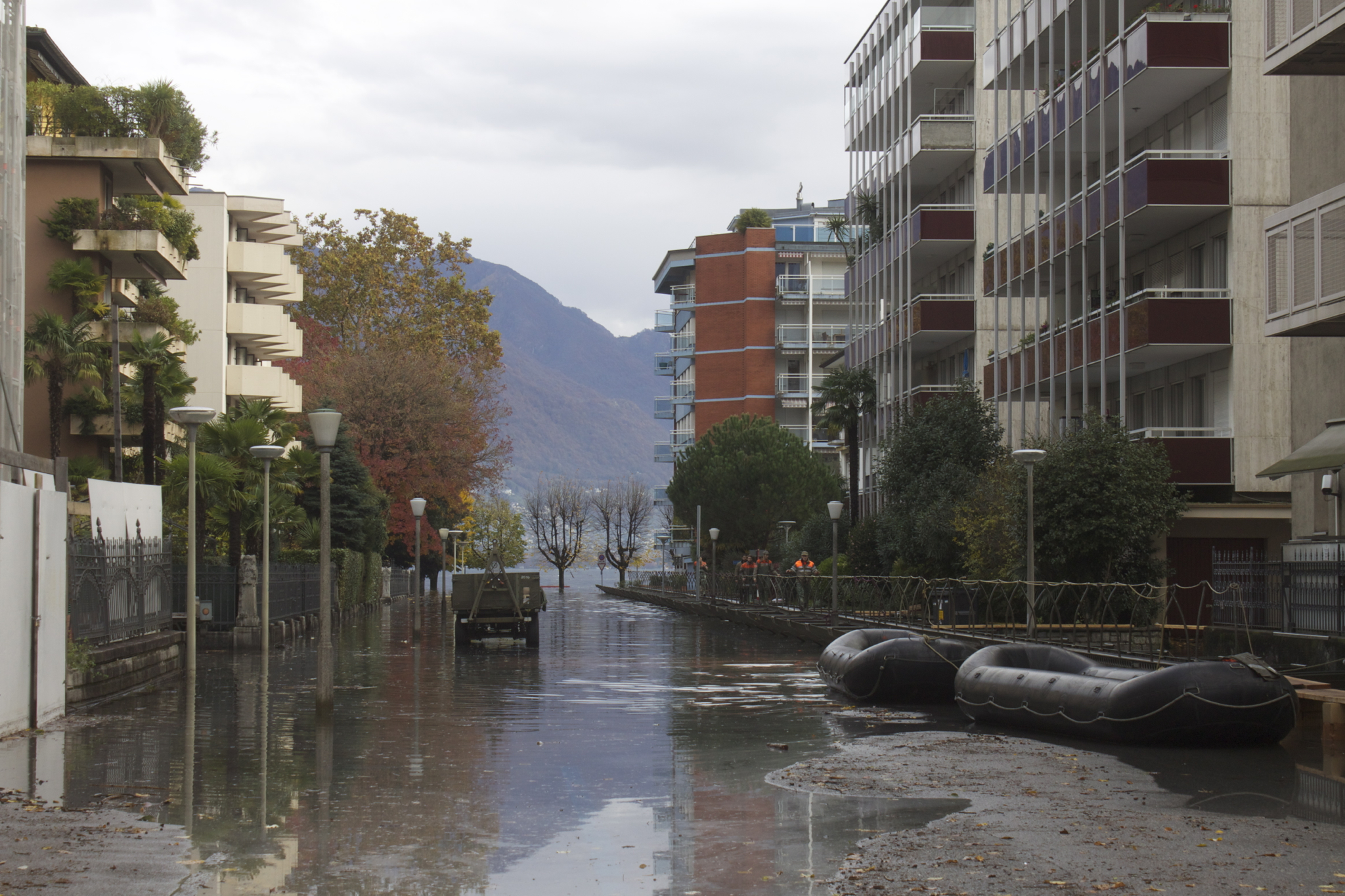
Locarno, Via Bramantino, 14. Nov.

Das dritte Ereignis mit zusätzlich über 150 l/m² im Südtessin führte dann zu zahlreichen weiteren Muren, eine besonders folgenschwer, in Davesco bei Lugano starben abermals zwei Menschen in einem verschütteten Haus, Vermisste werden noch gesucht. An Luganersee wie auch Lago Maggiore herrschte etliche Tage höchste Gefahrenstufe 5, der letztere stand 3 Meter über Normal (Pegel 196,19 in Locarno).

### Österreich
Der Föhnsturm führte insbesondere in Vorarlberg, im Bezirk Innsbruck-Land und im Salzburger Pinzgau zu Schäden durch Waldwurf, Stromausfällen und abgedeckten Dächern.
In Sonntag im Großwalsertal verunglückte ein Feuerwehrmann bei Aufräumarbeiten tödlich.
Dann kam es 6. und 7. November zu Verkehrsbehinderungen durch 50 cm Schnee auf der Brennerautobahn, und Vermurungen am Plöckenpass (70-jährliche Rekordmenge 500 mm/72 h).
Im Drautal und Gailtal fiel in zwei Tagen die zwei- bis dreifache Regenmenge eines durchschnittlichen ganzen Novembers.
Insgesamt hielten sich in Südösterreich die Folgen trotz der teilweise rekordbrechenden Niederschläge in Grenzen, die folgenden Regenfronten blieben ohne extreme Auswirkung.
Die Draukraftwerke waren vorsorglich abgelassen worden, was in Österreich, wo es trotzdem später zu Überflutungen im Raum Lavamünd kam, wie auch in Slowenien, wo das schon durch den Ablass zu Ausuferungen führte, kritisiert wurde. Hochwasserschützerisch gesehen war die Maßnahme ein Erfolg, die Schäden wurden halbwegs kontrolliert verteilt, und kein spezielles Gebiet in ernste Gefahr gebracht.

### Frankreich
In Südfrankreich kam es schon ab 3. November zu schweren Überflutungen, so in der Ardèche (360 mm Niederschlag in 48 h) und um Nizza. Hier starb ein Mensch bei einer Mure. An der Côte d’Azur liefen 4 Meter hohe Wellen auf.
Die zweite Regenwelle um den 9. November betraf besonders das Var (Bormes-les-Mimosas 213 mm/72 h), die Bouches-du-Rhône und wieder die Alpes-Maritimes (Antibes 196 mm/72 h), aber im Zug der ligurischen Ereignisse dann auch Ostkorsika.
Die dritte Regenwelle setzte in der Nacht vom 14. auf den 15. November ein. Obschon die orange Alarmstufe wieder für Bouches-du-Rhône, das Vaucluse, Var und Alpes-Maritimes ausgerufen wurde, ereigneten sich die folgenschweren Überflutungen im Gard und Lozère in den Cévennes nordwestlicher: Hier ertranken freitags zwei Autofahrer bei Pied-de-Borne und in Peyremale, und dann eine Mutter mit zwei Kindern ebenfalls in ihrem Auto in der Droude.

### Italien
In Italien waren besonders Ligurien, Umbrien, die Toskana, die Lombardei und die Emilia-Romagna wie auch das Veneto und Friaul von schweren Hochwässern betroffen.
In Carrara in den Apuanischen Alpen (Toskana), wo die Deiche am Sturzbach Carrione brachen und die Stadt meterhoch überflutet wurde, gab es ein Todesopfer. Dann weitete sich das Schadgebiet auf das Latium aus, in Rom wurde nach heftigen Gewittern am Abend des 5. Novembers höchste Alarmstufe ausgerufen. In Folge griffen die Regenfälle auch auf das Mezzogiorno über. Ausnahmezustand herrschte besonders im Süden Siziliens. Bei Acireale und bei Catania richteten Tornados Schäden an, ein weiterer wurde auf Lampedusa gemeldet.
Die zweite Regenwelle traf wieder weitgehend dieselben Gebiete, und auch Sardinien. Um Genua und La Spezia gab es etliche Sturzfluten, hier ertrank ein Mensch in Genua und in Leivi starben zwei Menschen in einer Mure. Ein weiteres Murenopfer gab es in Crevacuore bei Pray (Biella, Piemont). Hochwässer, Schlammfluten und Erdrutsche gab es im gesamten Einzugsgebiet des Po und den angrenzenden Flüssen, etwa im Aostatal, bei Alessandria, um Mailand, wo besonders Lambro und Seveso über die Ufer traten, und der unteren Po-Ebene. In Ispra am Lago Maggiore ertrank ein Mensch.
Zu Evakuierungen kam es auch in Orvieto und um Perugia (Umbrien), und wieder in Massa (Toskana)/Carrara. In Triest entwurzelten heftige Böen etliche Bäume. In Süditalien wurden dann in der Früh des 12. Novembers Gebiete um Torricella, um Ginosa Marina–Castellaneta Marina (jeweils Provinz Taranto) und bei Gallipoli (Lecce) von je einem Tornado verwüstet.
Auch die dritte und die wenig heftige vierte Regenwelle hatte im Norden weitgehend dieselben Schadgebiete. Es kam ab dem 15. November in Oberitalien zu heftigen Stürmen und abermals um Genua zu Sturzfluten und im unteren Piemont und der Lombardei zur Ausuferungen. In Bolzaneto (Genua) wurde ein Friedhof verwüstet und zahlreiche Särge weggespült. In Cerro di Laveno-Mombello (Varese) starben wieder zwei Menschen in einer Mure, einer ertrank im Baraccoi (Cuneo).  Unwetter mit Schnee in tiefe Lagen traten besonders im Valtellina und Valchiavenna wie auch im Valle d’Aosta auf. Am Staffora (Pavia) brach eine Brücke der Strada Provinciale 1 ein.
Angespannt ist weiterhin die Hochwassersituation am Lago Maggiore und am Lago d’Orta.
Im Osten und Süden hingegen blieben direkte schwere Schäden diesmal weitgehend aus, Stürme mit Baumwurf gab es in der Versilia (nordwestliche Toskana), in Treviso am 17. mittags ein schweres Unwetter mit Sturm und Hagel, und der Südsturm über der Adria presste das Wasser nach Venedig, wo dann am 18. in der früh 1,20 Flutstand erreicht wurden. Kritisch ist die Lage aber insbesondere am unteren Po, wo die zweite Flutwelle teils 1–1,5 m über den höchsten Warnpegel 3 stieg. Entlang des Flusses kam es in den Provinzen Piacenza, Parma, Reggio Emilia und Ferrara zu weitläufigen Ausuferungen und zahlreichen Evakuierungen.
Im zentralen Apennin erreichten die Niederschläge 100–150 mm (mit maximal 250 mm), bedroht waren auch Städte wie Bologna.
In Italien kam es zu landesweiter Kritik an der vernachlässigter Hochwasserschutz-Infrastruktur, nachdem schon im Vormonat mehrere Menschen gestorben waren. Bereits im Zeitraum 2000 bis 2013 traten neun schwere November-Unwetterserien auf, die 21 Menschenleben forderten, während 1950–2000 nur sechs größere Hochwasserepisoden im November verzeichnet wurden. Daher kritisierte man insbesondere die Untätigkeit der vergangenen Jahre. So befanden sich allein in Genua 35 Mio. Euro ungenutzt in einem Katastrophenschutzfonds.

### Slowenien
Vom Regenereignis am 6. und 7. November wurde hauptsächlich Westslowenien getroffen. Insbesondere um Loška Dolina und Ilirska Bistrica in der Primorska (Küstenland) standen ganze Landstriche unter Wasser, aber auch im Raum Ljubljana im Planinsko und Cerkniško polje. Hochwasser gab es an Pivka, Ljubljanica, Krka, unteren Drava und Sava. Zu Muren kam es zwischen Tolmin und Nova Gorica.
Die folgenden Regenwellen blieben in Slowenien vergleichsweise wenig heftig, problematisch waren die nicht zurückgehenden Flüsse, die 10 Tage später immer noch ausuferten.
Es kam zu Kritik an den österreichischerseits durchgeführten, vorbereitenden Stauablassungen der Draukraftwerke. In Maribor wurde mit 2900 m³/s der höchste Durchfluss der letzten 100 Jahren gemessenen. Die slowenischen Behörden betonten die vorangegangene Absprache: So konnten auch in Slowenien die Flutspitzen verteilt werden, was zwar zu einer längeren, aber weniger heftigen Überschwemmung führte.